# Blaps gigas
Blaps gigas är en skalbaggsart som först beskrevs av Carl von Linné 1758.  Blaps gigas ingår i släktet Blaps, och familjen svartbaggar. Arten har ej påträffats i Sverige.

## Bildgalleri

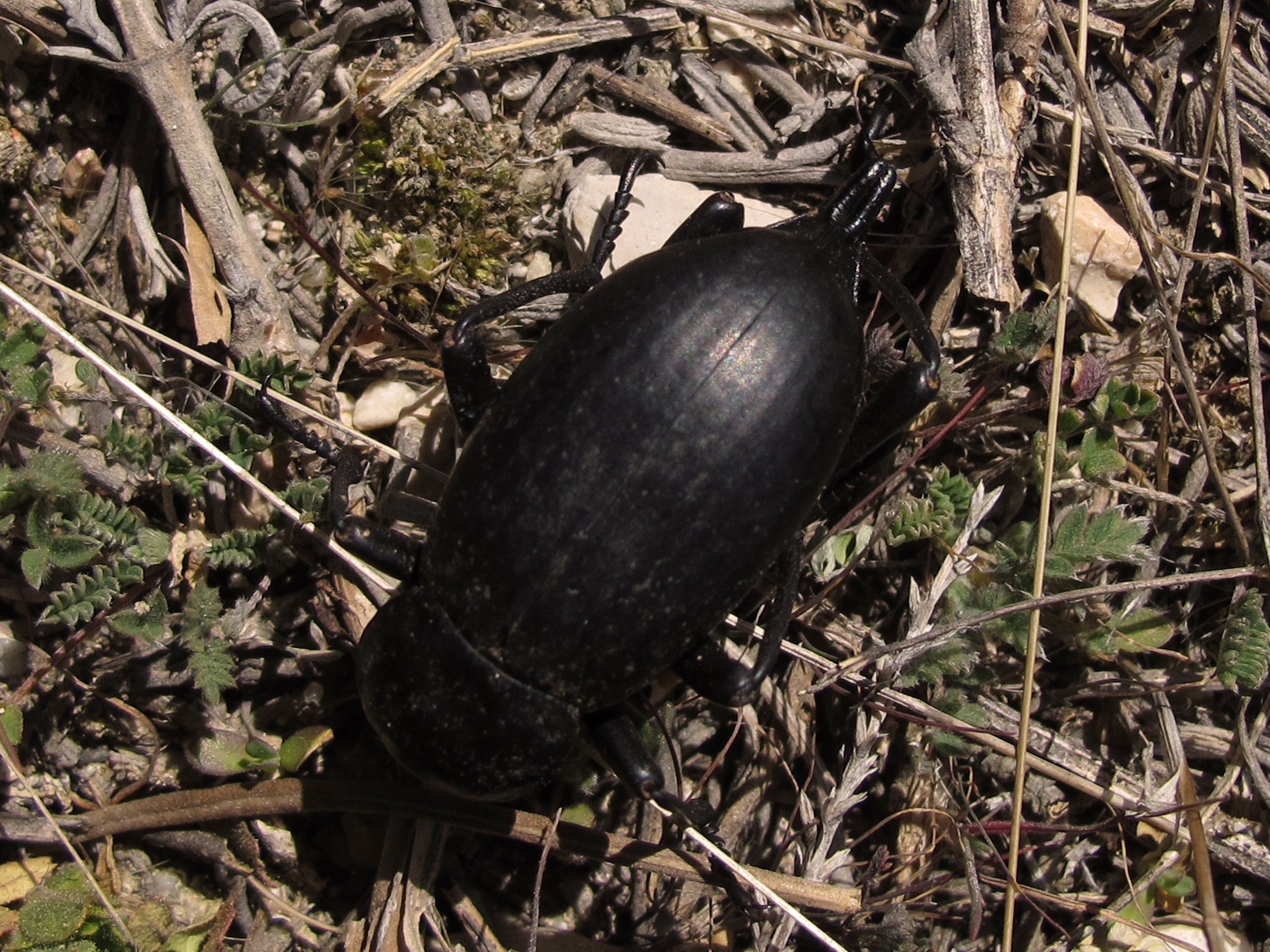